# Stanisław Nalaskowski
Stanisław Ludwik Nalaskowski (ur. 20 marca 1923 w Papowie k. Torunia, zm. 11 listopada 2007 w Toruniu) – polski pedagog, myśliciel, nauczyciel i dyrektor w szkołach podstawowych i średnich oraz nauczyciel akademicki, docent Uniwersytetu Mikołaja Kopernika w Toruniu. Specjalista w dziedzinie pedagogiki ogólnej, metodologii badań pedagogicznych oraz praktyki i teorii kierowania szkołą.

## Życiorys

### Młodość
Urodził się 20 marca 1923 roku w Papowie. W wieku sześciu lat rozpoczął naukę w szkole powszechnej. W tym czasie rozwijać się u niego zaczęły zainteresowania filozofią i logiką, które wpłynęły na późniejsze jego ukształtowanie jako naukowca. W roku 1937 rozpoczął naukę w Gimnazjum im. Mikołaja Kopernika w Toruniu, którą przerwał wybuch wojny w 1939 roku. W 1944 roku udało mu się przeniknąć do Wojska Polskiego w Anglii, z której powrócił w 1946 roku, odznaczony medalem „The War Medal 1939–1945”. Wkrótce podjął naukę w Liceum Pedagogicznym w Toruniu, a w 1948 roku zdał maturę. Pod kierunkiem prof. Kazimierza Sośnickiego ukończył pracą magisterską studia na Uniwersytecie Mikołaja Kopernika w Toruniu (1952). Jego ówczesne zainteresowania skupiały się przede wszystkim na problemach psychologicznych i filozoficznych związanych z pedagogiką.

### Działalność naukowa i nauczycielska
Pracę zawodową rozpoczął jako nauczyciel w szkole podstawowej w Czarnym Błocie. W 1947 roku przeniesiony do siedmioklasowej szkoły podstawowej w Brąchnowie, gdzie uczył między innymi języka polskiego, matematyki i języka francuskiego. Lata 1950–1952 spędził jako nauczyciel w szkole podstawowej w Świerczynkach. Równolegle ukończył studia na Uniwersytecie Mikołaja Kopernika w Toruniu, lecz likwidacja przez władze PRL pedagogiki jako kierunku studiów, uniemożliwiła mu drogę do naukowej kariery na ponad dwadzieścia lat. Spędził je w Chełmży, gdzie pracował w szkole nr 1 (z-ca kierownika), nr 2 (kierownik pedagogiczny), nr 3 (dyrektor), w Liceum Ogólnokształcącym, Szkole Przysposobienia Zawodowego (dyrektor) i w Domu Kultury. W 1957 roku został powołany na stanowisko kierownika Wydziału Pedagogicznego Zarządu Okręgu ZNP w Toruniu. W latach 1964–1972 był kierownikiem jednostki budżetowej dla szkół podstawowych i liceum ogólnokształcącego w Chełmży. Od roku 1972 pracował jako wizytator ds. kadry kierowniczej w Wydziale Oświaty i Wychowania w Toruniu, prowadził konferencje metodyczne dla dyrektorów szkół średnich. Przez cały ten okres kontrolowany był przez władze komunistyczne ze względu na swój opór i sprzeciw wobec ideologii socjalizmu, przez lokalne kierownictwo PZPR określany był mianem „reakcjonisty”. 1 września 1973 roku rozpoczął pracę w charakterze wykładowcy na Uniwersytecie Mikołaja Kopernika w Toruniu, najpierw w Katedrze Pedagogiki, która następnie przekształciła się w Instytut Pedagogiki i Psychologii. W 1976 roku doktoryzował się na podstawie rozprawy „Modele warunków planowej działalności dydaktyczno-wychowawczej w szkole”, której promotorem była doc. dr hab. Maria Lipowska. W 1986 roku otrzymał nominację na docenta. W latach 1977–1989 kierował Zaocznym Studium Pedagogiki, w latach 1978–1984 oraz 1987–1989 był zastępcą dyrektora Instytutu Pedagogiki i Psychologii. Od roku 1983 do 1989 kierował Zakładem Pedagogiki Ogólnej i Dydaktyki. Wypromował około 200 magistrów pedagogiki. W roku 1992 przeszedł na emeryturę, nie przestając jednak wykładać.
W swoich rozważaniach naukowych wielokrotnie podkreślał niezwykle duże znaczenie godności ludzkiej i humanistycznych wartości przypisanych człowiekowi jako osobie. Zwracał szczególną uwagę na wykorzystywanie prawidłowości psychologicznych w procesie kierowania szkołą. W swoim dorobku naukowym skupiał się głównie na pedagogice ogólnej i dydaktyce oraz metodologii nauk o wychowaniu. Napisał około 20 książek i opublikował ponad 40 artykułów. Odznaczony Medalem za Zasługi położone dla rozwoju Uczelni, Krzyżem Kawalerskim Orderu Odrodzenia Polski oraz Medalem Komisji Edukacji Narodowej.
Zmarł 11 listopada 2007 roku w Toruniu.

## Publikacje
- Nauczanie historii w ujęciu dydaktyki epistemologicznej, Toruń 1976.
- U podstaw planowania pedagogicznego. Studium nad strukturą informacji, Toruń 1981.
- Problemy nauczania i uczenia się w ujęciu dydaktyki epistemologicznej, Toruń 1982.
- Wybrane zagadnienia teorii metod nauczania, Toruń 1986.
- Wybrane zagadnienia z metodologii badań pedagogicznych, Toruń 1987.
- Humanizm i podmiotowość w wychowaniu, Toruń 1991.
- Pedagogika i dydaktyka w ujęciu Kazimierza Sośnickiego, Toruń 1992.
- O ideale wychowania i celach kształcenia, Toruń 1993.
- Dydaktyka ogólna. Projekt programu, Toruń 1994.
- Z metodologii badań pedagogicznych, Olecko 1994.
- Od teorii do praktyki kierowania szkołą, Olecko 1995.
- Dyrektor szkoły. Style i proces kierowania, Olsztyn 1996.
- Humanizm i podmiotowość w wychowaniu, wyd. IV rozszerzone, Toruń 1996.
- Metody nauczania, Toruń 1997.
- Z moich wspomnień i doświadczeń, Toruń 1997.
- O zasadach nauczania, Toruń 1999.
- Metody badań i diagnozowania edukacji, Toruń 2000.
- Kształcenie i wychowanie w zreformowanej szkole polskiej, Kraków 2001.
- O kierowaniu szkołą, Kraków 2001.
- Ideał wychowania i proces kształcenia, Toruń 2003.
- Wprowadzenie do pedagogiki ogólnej. Wybrane zagadnienia, Olsztyn 2004.

## Aforyzmy
- „Społeczeństwo może obyć się bez chleba, ale bez miłości nigdy, bo wtedy naraża się na samounicestwienie”.
- „Największym złem jest odmowa wiary w istnienie obiektywnego zła”.
- „Sztuka jest dokonaniem poszczególnych jednostek, zaś nauka dziełem wspólnym (nie ma więc nauki socjalistycznej i burżuazyjnej)”.
- „Twórca nauki naciska tylko klamkę drzwi, a inni je otwierają i udostępniają ludzkości znajdujące się za nimi skarby”.
- „Pojęcie godności może wydawać się współczesnemu człowiekowi dziwne, wręcz bezsensowne. Dopiero potem, gdy po godności nie ma już śladu, ofiara sama zdaje sobie sprawę, co utraciła”.
- „W życiu, pracy zawodowej i działalności społecznej bądź zawsze realistą, tzn. żądaj tego, co niemożliwe”.
- „Wcale nie trzeba wielkich czynów, wystarczy czasem zrobić niewiele aby zrobiło się wiele”.
- „W pogoni za pieniędzmi i własnymi przyjemnościami człowiek współczesny zatraca siebie”.
- „Niedoboru moralnego poczucia w narodzie nie jest w stanie wyrównać rząd, parlament ani stanowione przez niego prawo”.
- „Zapobieganie złu przez czynne przeciwstawianie się mu, jest w dobie dzisiejszej bohaterstwem”.
- „Typowym językiem naszej epoki jest reklama, a grzech inspiruje jej twórców”.
- „Najgorsze jest to prawo, które zabrania zabraniać; życie bez zakazów jest życiem bez hamulców”.
- „Niedobrze, gdy naukowa teoria wychowania ma takie znaczenie dla nauczyciela jak dla niewidomego okulary (brak ideału i zły nauczyciel – to upadek szkoły)”.
- „Nie można być nauczycielem, nie wiedząc jak działa na człowieka język i jakie znaczenie ma on w wychowaniu moralnym i społecznym. Bez umiejętności mówienia i wysławiania się nie ma dialogu”.
- „Obojętność nauczyciela jest perfidną metodą torturowania uczniów”.
- „Źle się dzieje, gdy nuda jest boginią szkoły”.
- „Totalitarny liberalizm – to największa choroba XX wieku”.
- „Traktowanie siebie jako ludzi wolnych gwarantuje trwanie wolności”.
- „Wypaczenie pojęcia winy jest zasadniczą cechą intelektualnego wysiłku współczesnych elit politycznych”.
- „Takie społeczeństwo, w którym ludzie przestają się przeciwstawiać złu i odnoszą się do niego z sentymentalną tolerancją, jest społeczeństwem ulegającym samounicestwieniu”.
- „To, że społeczeństwo nieprzeciwstawiające się złu upada jest przykładem zwycięstwa dobra nad złem”.